# The Pipes and Drums and Military Band of the Royal Scots Dragoon Guards
The Pipes and Drums and Military Band of the Royal Scots Dragoon Guards ist die Dudelsackkapelle der Royal Scots Dragoon Guards.

## Pipes and Drums

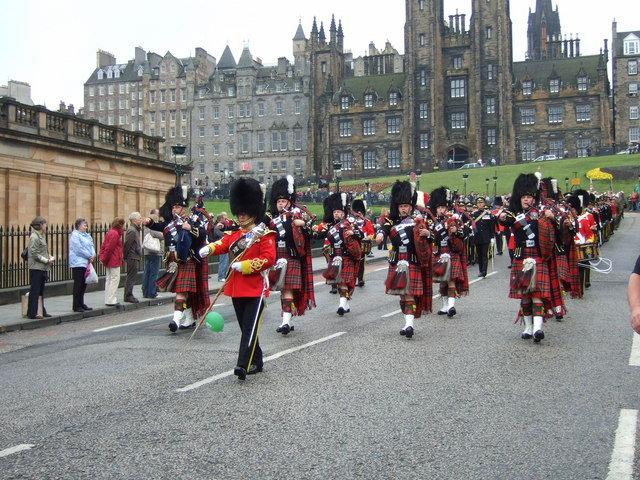
Dudelsackkapelle der Royal Scots Dragoon Guards, 2009

Das Royal Scots Dragoon Guards-Regiment hat – wie viele schottische Militäreinheiten – eine eigene Dudelsackkapelle, die Pipes and Drums of the Royal Scots Dragoon Guards sowie eine Blaskapelle. Die Militärkapelle tourt durch alle Welt und spielt bei Wettbewerben, Platzkonzerten und Militärparaden. Ihr berühmtestes Stück ist Amazing Grace. Mit diesem Titel gelang es ihnen am 15. April 1972, die Spitzenposition der Single-Charts im Vereinigten Königreich (und auch in Australien) zu erreichen. Ihr offizieller Name auf der Single war The Pipes and Drums and Military Band of the Royal Scots Dragoon Guards. Damit waren sie die Band mit dem längsten Namen auf der Nummer-eins-Position in Großbritannien, aber auch die erste Nummer eins, auf der das traditionelle Instrument Schottlands, der Dudelsack, zu hören war.
Amazing Grace hatten die Pipes and Drums für die LP Farewell to the Greys aufgenommen – ein Abschiedsgeschenk an eins der Regimenter, das in den Royal Scots Dragoon Guards aufgegangen ist. Zur Zeit seines Hits war das Regiment in Deutschland (im ostwestfälischen Herford) stationiert, so dass die meisten Musiker gar nicht mitbekamen, dass ihr Stück im britischen Radio auf große Hörerresonanz traf. Da viele nach dem Stück fragten, wurde es letztlich von RCA als Single veröffentlicht. Innerhalb von drei Wochen war sie Nummer 1 und blieb dort fünf Wochen lang. In der Schweiz erreichte sie Platz 3 und in Deutschland Platz 11.
Die Royal Scots Dragoon Guards Band hatte in ihrem erfolgreichen Jahr 1972 zwei weitere Singles in den britischen Charts: Heykens Serenade/The Day Is Ended (höchste Platzierung: Platz 30) und zu Weihnachten eine Version von Little Drummer Boy (Platz 13).

## Diskografie

### Alben
- 1958: The Pipes and Drums (8th. (Lothians and Peeblesshire) Battalion und The Band of the Royal Scots Dragoon Guards)
- 1967: The Amazing Sound of the Royal Scots Dragoon Guards (als The Pipes and Drums and Military Band of the Royal Scots Dragoon Guards)
- 1971: The Legendary Amazing Grace (als The Military Band and Pipes and Drums of the Royal Scots Dragoon Guards)
- 1971: Farewell to the Greys
- 1972: Amazing Grace – Fanfares & Marches Ecossaises (als The Pipes and Drums and Military Band of the Royal Scots Dragoon Guards (Carabiniers and Greys))
- 1972: Amazing Grace (als The Military Band of the Royal Scots Dragoon Guards)
- 1973: Amazing Grace – The Original Version
- 1975: Amazing (als The Military Band & Pipes & Drums of the Royal Scots Dragoon Guards)
- 1977: The Golden Sounds of the Royal Scots Dragoon Guards
- 1978: The Royal Scots (The Royal Regiment) In Concert Mood (als Pipes and Drums and Regimental Band of the Royal Scots (The Royal Regiment))
- 1978: The Pipes & Drums & Military Band of the Royal Scots Dragoon Guards
- 1992: The Flower of Scotland
- 1998: Highland Cathedral
- 2007: Spirit of the Glen
- 2008: Spirit of the Glen – Journey

### Kompilationen
- 1998: Amazing Grace
- 2010: Spirit of the Glen – The Ultimate Collection

### Singles
- 1972: Amazing Grace (als The Pipes and Drums and the Military Band of the Royal Scots Dragoon Guards (Carabiniers and Greys))
- 1972: Heyken’s Serenade (Standchen) (als The Pipes and Drums and Military Band of the Royal Scots Dragoon Guards)
- 1972: The Day Is Ended (The Day Thou Gave Us Lord, Is Ended) (als The Pipes and Drums and Military Band of the Royal Scots Dragoon Guards (Carabiniers and Greys))
- 1972: Little Drummer Boy (als The Pipes and Drums and the Military Band of the Royal Scots Dragoon Guards (Carabiniers and Greys))
- 1973: The Water Is Wide
- 1973: Little Donkey (als The Royal Scots (The Royal Regiment), mit The Pipes and Regimental Band of 1st Bn)
- 1976: Largo
- 1978: Arrival (als The Military Band and Pipes of the Royal Scots Dragoon Guards)
- 1988: Highland Cathedral (als The Regimental Band, Pipes and Drums of the Royal Scots Dragoon Guards)